# 馒头日记
《馒头日记》是“幽·灵”创作的绘本风格漫画，从2010年起在有妖气原创漫画梦工厂进行网络连载，并于2013年12月25日由有妖气动画化，以每月一集的形式，通过网络进行播出，目前暂定每月20日更新。

## 故事简介
《馒头日记》是由幽灵创作的一部温馨风格的绘本漫画，讲述了天真善良的主角“馒头”——这个没有父母、渴望爱的小孩子的一系列故事。

## 作者
作者“幽·灵”是双胞胎姐妹柳露霏、柳霜霏的网名，它们分别在北京传媒大学和电影学院学过动画。

## 登场人物
馒头
本作主人公，没有父母的流浪小孩，性格单纯善良。表面上总是乐观坚强，其实内心深处也有孤单脆弱的时候。
花卷
馒头的第一个朋友（最好的朋友）忠实，温顺，讨人喜欢！
小梅老师
善良的幼儿园老师
小红
幼儿园小朋友（她画的爸爸妈妈被馒头copy过去当自己的父母供奉，后面会不会与馒头有新的发展不得而知~）
双胞胎
馒头养父母的孩子。双胞胎兄弟从小就受到家人的溺爱。淘气霸道，喜欢破坏东西，最大的乐趣就是欺负馒头。

## 出版书籍
| 标题     | 出版日期  | ISBN               |
| -------- | --------- | ------------------ |
| 馒头日记 | 2011年8月 | ISBN 9787515300481 |

## 动画
从2013年12月25日开始网络播出，每月一集，暂定20日更新。

### 工作人员
- 原作：幽灵
- 导演：李豪凌
- 作画：LAN动画工作室
- 声优：音熊联萌

### 每集列表
| 集数 | 标题             | 播出日期       |
| ---- | ---------------- | -------------- |
| 1    | 加油！馒头！     | 2013年12月25日 |
| 2    | 馒头的愿望       | 2014年2月21日  |
| 3    | 饅頭的第一個朋友 | 2014年3月20日  |
| 4    | 馒头与幼儿园     | 2014年4月18日  |
| 5    | 馒头和花卷       | 2014年5月20日  |
| 6    | 饅頭的画         | 2014年6月20日  |
| 7    | 饅頑的的圣诞节   | 2014年7月18日  |
| 8    | 馒头与雪人       | 2014年8月21日  |
| 9    | 馒头与新年       | 2014年9月19日  |
| 10   | 馒头与弟弟       | 2014年10月21日 |

## 获得奖项
- 第四届中国新星杯故事型原创漫画大赛特别奖[4]